# Peder Andersen Fisker
Peder Andersen Fisker (Randers, 18 agosto 1875 – Skodsborg, 8 dicembre 1975) è stato un imprenditore danese.
Nel 1906 fondò insieme a Hans Marius Nielsen la società per produrre aspirapolveri Nilfisk, in seguito costruì motociclette con il marchio Nimbus.
È sepolto presso il cimitero di Soelleroed.

## Biografia
Fisker iniziò la sua carriera come insegnante, laureatosi a Gedved nel 1896, fu insegnante di ruolo e all'età di 23 anni i suoi interessi matematici e per la meccanica lo portarono ad iscriversi all'istituto di ingegneria elettrica di Copenaghen.
Nel 1900 ottenne il diploma di specializzazione in soli due anni e subito fu assunto come aiuto montatore nella società Hassel e Teudt.
Nella primavera del 1901 andò in America dove lavorò per circa tre anni come designer in una fabbrica di Chicago di motori elettrici (la Roth Brothers).
Sulla via del ritorno in patria lavorò per un paio di mesi in un'azienda scozzese nello stesso settore e nel gennaio del 1905 fu assunto come ingegnere presso la Thomas B. THRIGE, di Odense, dove - come nelle sue precedenti mansioni – si dimostrò soprattutto interessato ai piccoli motori elettrici costruendo un elettroventilatore centrifugo.
Nel 1906 prese in affitto un piccolo laboratorio in un edificio di Vesterbro a Copenaghen e iniziò dopo un breve periodo di tempo la collaborazione con uno dei suoi ex compagni di lavoro presso la THRIGE, il caposquadra Hans Marius Nielsen creando con lui l'azienda Fisker & Nielsen per la produzione di piccoli motori elettrici che presto trovarono una vasta gamma di applicazioni.
La collaborazione continuò fino al 1910, quando Nielsen uscì dalla società proprio in coincidenza con il brevetto per la produzione di un aspirapolvere (Nilfisk).
La trasformazione del laboratorio in una fabbrica per la costruzione di aspirapolvere divenne la base per uno sviluppo significativo dell'attività negli anni successivi - la fabbrica si trasferì nel 1913 in propri edifici sulla Peter Bangsvej - e attraverso il continuo miglioramento tecnico e ad una riuscita propaganda trasformò la nuova macchina per la pulizia in un significativo articolo per la vendita, con un grande mercato interno e di esportazione.
Durante gli anni della prima guerra mondiale, con il razionamento dell'elettricità e le difficoltà nelle esportazioni Fisker decise di intraprendere la fabbricazione di motocicli (con il marchio Nimbus)
Per promuovere il nuovo prodotto, Fisker guidò la moto in prima persona in diverse gare dove ottenne ottimi risultati.
Le difficoltà di mantenere in una sola azienda due prodotti completamente diversi portarono nel 1926 alla sospensione della produzione di moto poiché la fabbricazione di nuovi aspirapolvere era già in espansione.
La produzione di moto, tuttavia, fu ripresa nel 1934 in connessione con l'espansione delle strutture impiantistiche e divenne particolarmente significativa negli anni successivi alla seconda guerra mondiale, quando alcune istituzioni governative militari e civili tra cui l'Esercito, le Poste e la Polizia acquistarono una notevole quantità di esemplari.
Alla fine degli anni ‘50, tuttavia, la produzione di moto si ridusse notevolmente a causa della concorrenza di nuove ed economiche piccole autovetture e a partire dal 1960 venne totalmente interrotta.
La Nilfisk tornò a concentrarsi esclusivamente sulla produzione di aspirapolvere che rapidamente guadagnò una reputazione di qualità sia in Danimarca che all'estero.
Già nella seconda metà degli anni ‘20, la maggior parte della produzione di aspirapolvere veniva esportata e durante gli anni ‘30 furono costituite alcune filiali estere.
Trascorsi poi i difficili anni della seconda guerra mondiale, fino dagli inizi degli anni ‘50 l'azienda iniziò un significativo periodo di espansione che incluse la creazione da 15 a 20 succursali e filiali estere.
In questo periodo Fisker rimase all'interno dell'azienda come progettista ed inventore.
Dopo le dimissioni di Nielsen, nel 1910, divenne il solo proprietario dell'azienda che nel 1920 fu trasformata in società per azioni.
Dal 1920 al 1956, fu amministratore delegato e a partire dal 1930 anche un membro del consiglio di amministrazione, carica, quest'ultima, che mantenne fino a pochi anni prima della sua morte, avvenuta nel 1975, ad oltre 100 anni di età.
Oltre all'attività nella sua azienda, Fisker fu membro del Consiglio dell'Industria (la Confindustria danese) dal 1938 al 1957 e dal 1937 fino al 1975 membro dell'Accademia danese delle scienze tecniche.
Nel 1969 acquistò e donò al Museo Nazionale la goletta a tre alberi Fulton.